# Shandar - La ciudad encogida
Shandar - La ciudad encogida, conocida también como The shrunken city, es una película de aventuras y ciencia-ficción de Rumania estrenada en 1998 y dirigida por Ted Nicolaou. Estuvo protagonizada por Agnes Bruckner, Michael Malota y Jules Mandel.

## Sinopsis
Unos niños encuentran una esfera extraña y la llevan a su casa. La observan con linternas tratando de mirar adentro. Cuando el niño intenta usar un destornillador en ella, ambos son absorbidos por la esfera y encuentran a un hombre que les dice que necesita su ayuda, que una pieza de la esfera se ha extraviado y que si no la consiguen pronto, la ciudad reducida en la esfera se expandirá a su tamaño normal, destrozando todo en su camino. Ellos no le creen, pero él les muestra dónde están las linternas de ellos afuera de la esfera. Además, les dice también que deben tener cuidado, porque hay unos alienígenas malvados buscando la esfera para destruirla, pero que no se pueden distinguir de los humanos sin unas gafas especiales, de las cuales les da una a cada uno.
Ellos comienzan a buscar la pieza por todas partes, pero los alienígenas los persiguen. Luego descubren que está en un camión de la basura y lo siguen hasta el basurero y, como en todas las películas de aventuras, logran colocarla en el último instante

## Actores
- Agnes Bruckner
- Michael Malota
- Jules Mandel
- Steve Valentine
- Ray Laska
- Dorina Lazar
- Christopher Landry
- Lula Malota
- Andreea Marcelaru
- Ion Haiduc
- Mihai Baranga
- Silviu Biris
- Florin Kevorkian
- Lucian Pavel
- Mihail Niculescu
- Petre Moraru
- Serban Celea
- Mihai Cibu
- Lelia Ciobutaru
- Aristita Diamandi
- Julius Liptac
- Clara Voda
- Dan Astileanu
- Mihai Bisericanu
- Cristian Sofron
- Sorin Cocis
- Constantin Florescu
- Serban Pablu
- Florin Chiriac
- Crenguta Hariton